# Hylesia rosacea
Hylesia rosacea is een vlinder uit de familie nachtpauwogen (Saturniidae), onderfamilie Hemileucinae.
De wetenschappelijke naam van de soort is voor het eerst geldig gepubliceerd door Schaus in 1911.